# Pablo de Rokha
Pablo de Rokha, pseudônimo de Carlos Díaz Loyola (Licantén, 17 de outubro de 1894 – Santiago, 10 de setembro de 1968) foi um poeta chileno. É considerado um dos quatro grandes da poesia chilena, junto con Pablo Neruda, Vicente Huidobro e Gabriela Mistral.
Aos 73 anos de idade, Pablo de Rokha se suicidou com um tiro na boca, seguindo o destino de seu filho Pablo, morto meses antes, e de seu amigo Joaquín Edwards Bello.

## Obras

### Poesia
- Versos de infancia (1913-1916)
- El folletín del diablo (1916-1922)
- Sátira (1918)
- Los gemidos (1922)
- Cosmogonía (1922-1927)
- U (1927)
- Heroísmo sin alegría (1927)
- Satanás (1927)
- Suramérica (1927)
- Ecuación (1929)
- Escritura de Raimundo Contreras (1929)
- El canto de tu vieja (1930-1932)
- Jesucristo (1930-1933)
- Canto de trinchera (1933)
- Los trece (1934-1935)
- Oda a la memoria de Gorki (1936)
- Imprecación a la bestia fascista (1937)
- Moisés (1937)
- Gran temperatura (1937)
- Cinco cantos rojos (1938)
- Morfología del espanto (1942)
- Canto al Ejército Rojo (1944)
- Los poemas continentales (1944-1945)
- Interpretación dialéctica de América y los cinco estilos del Pacífico (1947)
- Carta Magna del continente (1949)
- Arenga sobre el arte (1949)
- Fusiles de sangre (1950)
- Funeral por los héroes y los mártires de Corea (1950)
- Fuego negro (1951-1953)
- Arte grande o ejercicio del realismo (1953)
- Antología (1916-1953)
- Neruda y yo (1955)
- Idioma del mundo (1958)
- Genio del pueblo (1960)
- Oda a Cuba (1963)
- Acero de invierno (1961)
- Canto de fuego a China Popular (1963)
- China Roja (1964)
- Estilo de masas (1965)
- Epopeya de las comidas y bebidas de Chile (1949) / Canto del macho anciano (1965)
- Tercetos Dantescos a Casiano Basualto(1965)
- Mundo a mundo: Francia (1966)
- El amigo Piedra, autobiografía (1990)
- Obras inéditas, prólogo y selección de Naín Gómez, LOM Ediciones, Santiago (1999)

### Ensaios
- Heroísmo sin alegría (1926)
- Interpretación dialéctica de América: los cinco estilos del Pacífico – Chile, Perú, Bolivia, Ecuador y Colombia (1948)
- Arenga sobre el arte (1949)
- Neruda y yo (1956)
- Mundo a mundo: Francia (originalmente Mundo a mundo, París, Moscú, Pekín)[2] (1966)

## Prêmios
Pablo de Rokha ganhou o Prêmio Nacional de Literatura do Chile em 1965.